# Компоље (Добрепоље)
Компоље (словен. Kompolje) је насељено место у општини Добрепоље, Средњесловенска регија, Словенија.

## Историја
До територијалне реорганизације у Словенији биле су у саставу старе општине Гросупље.

## Становништво
У попису становништва из 2011. године, Компоље су имале 494 становника.
| Број становника према пописима | Број становника према пописима | Број становника према пописима |
| ------------------------------ | ------------------------------ | ------------------------------ |
| 1991                           | 2002                           | 2011                           |
| 457                            | 463                            | 494                            |

Напомена: Године 2012. извршена је мала размена територије између насеља Компоље и Подгора.